# Erika Iglauer
Erika Iglauer (* 16. Juni 1930 in Wien; † 8. Juni 2007 in Gumpoldskirchen) war eine österreichische Ethnologin und Vorstandssekretärin.

## Leben und Wirken
Erika Iglauer wurde am 16. Juni 1930 als Tochter des Kunstkeramikers Friedrich Iglauer und dessen Ehefrau Emilie, einer kaufmännischen Angestellten, in Wien geboren. Da ihr aufgrund der politischen Lage der Besuch eines Gymnasiums verwehrt worden war, besuchte Iglauer eine Hauptschule im 4. Wiener Gemeindebezirk Wieden. In weiterer Folge absolvierte sie die zweijährige Kaufmännische Wirtschaftsschule auf der Wieden und konnte dank eines Stipendiums die Handelsmatura an einer Handelsakademie ablegen. Daraufhin besuchte sie nebenberuflich eine Mittelschule für Arbeiter und Arbeiterinnen, an der sie 1959 maturierte, ehe sie ein Studium der Japanologie und Soziologie an der Universität Wien begann. Nach sieben Semestern wechselte sie ihre Studienrichtung zu Völkerkunde und Volkskunde im Nebenfach und promovierte im Jahre 1973 bei den Professoren Walter Hirschberg und Josef Haekel. Bereits nach ihrer Schulausbildung hatte Iglauer ein Studium angestrebt, konnte dieses jedoch, bedingt durch das Ableben ihres Vaters im Jahre 1947, nicht beginnen, woraufhin sie nach ihrer kaufmännischen Ausbildung bei einer elektrokeramischen Firma zu arbeiten begann.
Ab 1948 war sie als kaufmännische Angestellte im Zentralbüro der Wienerberger Baustoffindustrie AG und stieg dort zur Vorstandssekretärin des technischen Direktors auf. Nach dessen Ablösung war sie als Gruppenleiterin in der Einkaufsabteilung des Unternehmens tätig und arbeitete auch nach ihrer Promotion bis zu ihrer Pensionierung bei Wienerberger. Als langjährige Mitarbeiterin erarbeitete sie ein Konzept für Museum für und über die Firma Wienerberger und widmete ihre Zeit der Organisation der Verwirklichung dieses Museums. Ihre ethnologischen Arbeiten beziehen sich vor allem auf ihre verschiedenen Reisen nach Afrika, wo sie vor allem ihre Eindrücke niederschrieb, jedoch nicht publizierte. In Fachwerken wie den Wiener Ethnohistorischen Blättern veröffentlichte Iglauer vor allem in den 1970er Jahren einige Beiträge. 1974 veröffentlichte sie über den Verlag Ferdinand Berger & Söhne das eher volkskundliche Buch Ziegel – Baustoff unseres Lebens.
Am 8. Juni 2007, wenige Tage vor ihrem 77. Geburtstag, verstarb Iglauer in Gumpoldskirchen in Niederösterreich und wurde am 19. Juni 2007 im elterlichen Grab am Wiener Zentralfriedhof (Gruppe 66, Reihe 31, Nummer 43) beerdigt.

## Schriften
- Goldgewinnung und Goldhandel im Raum von Simbabwe in der portugiesischen Zeit von 1497–1840. In: Wiener Ethnohistorische Blätter, Beiheft 2. 1973, DNB 790698013.
- Süd- und südwestafrikanische Museen und ihre Bedeutung für die Ethnohistorie. In: Aus Theorie und Praxis der Ethnohistorie. Festgabe zum 70. Geburtstag von Walter Hirschberg. Gewidmet von seinen Schülern. In: Wiener Ethnologische Blätter, Beiheft 3. 1974.
- Ziegel – Baustoff unseres Lebens. Berger Verlag, Wien/Horn 1974.